# 35 horas semanais na França
As 35 horas de semanais na França são uma parte de uma reforma trabalhista que foi aprovada em duas fases, com a lei 'Aubry 1' em junho de 1998, e a lei 'Aubry 2' em janeiro de 2000. Este reformas foram feitas sob o comando do primeiro-ministro Lionel Jospin, cuja prioridade era a de diminuir a taxa de desemprego, que estava em um patamar alto, de 12,5%. O objetivo era induzir a criação de empregos através da partilha de trabalho. A duração legal da jornada de trabalho era de 39 horas semanais, que havia sido estabelecido por François Mitterrand. A jornada de 35 horas semanais foi o programa eleitoral do Partido Socialista de 1981, intitulada de 110 Proposições para a França, mas não foi alcançada por causa de uma má situação econômica.

## Justificativa
Os dois objetivos dessas reformas trabalhistas foram: 
1. Criar novos postos de trabalho, tornando-a mais rentável para contratar um trabalhador adicional do que pagar horas extras de um funcionário.[2]
2. A busca de desmercantilização dos cidadãos franceses, reduzindo a quantidade de tempo dedicado ao trabalho, embora não seja reduzido seu padrão de vida.

## Implementação
A lei Aubry 1 foi aprovada em 1998. Foi um incentivo para as empresas, voluntariamente, fazer a mudança para uma jornada de 35 horas semanais. Isso foi feito por oferecer uma redução de impostos da folha de pagamento para todas as empresas que reduziram a jornada de trabalho dos trabalhadores atuais e contratar trabalhadores adicionais antes de janeiro de 2000.
A lei Aubry 2 foi aprovada em janeiro de 2000. Legalmente, reduziu o padrão de horas trabalhadas semanais de 39 horas semanas para 35 em empresas com mais de 20 empregados. As pequenas empresas tinham até janeiro de 2002 para se preparar para a mudança. Adicional de horas trabalhadas após 35 deve ser pago em horas extras de 25% nas primeiras 8 horas e 50% por cada hora adicional.
Os sindicatos e as empresas assinaram um acordo para negociar o aumento do salário por hora para compensar a perda potencial de rendimento do empregado, diminuindo o tempo de trabalho. Sindicatos queriam certificar-se de que a redução de horas semanais não teria resultado em uma redução da renda. Seu slogan era '35 horas paga 39.'
Para motivar as empresas a comprometer-se com os sindicatos, o governo ofereceu descontos para a seguridade social a todas as empresas que assinaram contratos com os sindicatos de um acordo de 35 horas por semana e um aumento de salário. A legislação declarou explicitamente que o rendimento mensal deve permanecer no mesmo nível aplicado apenas aos trabalhadores horistas. Para ajudar as pequenas empresas a fazer a transição, o governo aumentou o limite anual de horas extras para as pequenas empresas e definir as suas horas extraordinárias a uma taxa inferior.

## Emendas
Em 22 de dezembro de 2004, o Parlamento francês ampliou o número máximo de horas extras por ano a partir de 180 para 220. Essas reformas também reduziram os cortes de impostos da folha de pagamento concedidos às empresas que implementaram a 35 horas de trabalho semanal.

## Críticas
As empresas têm despesas gerais, tais como a formação, a renda e o emprego, os impostos que não se ajustam com as horas de funcionamento. Essas despesas emparelhadas com salários mais altos causam a diminuição do custo-benefício de contratar um trabalhador extra, enquanto aumenta o custo marginal de um trabalhador adicional.

## Resultados
O professor Fabrice Gilles, da Université de Lille, estudou o impacto das leis Aubry. Ele fez isso analisando os dados sobre o tempo de operação do capital do Banco Central francês e os arquivos administrativos sobre acordos de regulação do tempo de trabalho do Ministério do Trabalho francês. Ele descobriu que o capital operacional de tempo não diminuiu o trabalho das empresas por turnos. Isso ocorre porque eles responderam aumentando a intensidade do trabalho noturno e adicionando algumas horas extras adicionais. De fato, as empresas que trabalham por turno expandiram as horas trabalhadas para preservar a produção e aumentar a produtividade. As empresas que não têm turno de trabalho diminuíram seus custos operacionais de capital.
Não houve um aumento significativo de ocupação dupla como resultado da redução de emprego a tempo inteiro de horas de trabalho.

## Atualmente
Mesmo com o padrão de horas de trabalho em cada semana ser reduzida para 35, muitas profissões demandam muito mais. A Ordem dos Advogados Franceses (CNB) diz que 44% dos advogados em todo o país tem uma jornada de 55 horas ou mais por semana, em 2008. Os trabalhadores a tempo parcial trabalham em uma média de 23,3 horas por semana na França, em comparação a 20,1 na média europeia.
Depois de ser implementada, as reformas feitas por Aubry foram creditados com a redução do desemprego e a expansão da economia, mas agora que a taxa de desemprego é quase o dobro de dígitos, mais reformas estão sendo feitas. em julho de 2017, a taxa de desemprego na França é de 9,7% e a taxa de desemprego dos jovens é de 22%. Isso resultou em mais de 95% das greves na França, estão relacionadas a segurança do trabalho, pensões e/ou salários.